# Куа
Ку̀а (на испански: Cúa) е град във Венецуела. Населението му е 129 724 жители (по данни от 2011 г.), а площта е 273 кв. км. Намира се на 490 m надморска височина. Основан е на 6 октомври 1690 г.